# Seguyola variegata
Seguyola variegata är en tvåvingeart som beskrevs av Loïc Matile 1990. Seguyola variegata ingår i släktet Seguyola och familjen Lygistorrhinidae. Inga underarter finns listade i Catalogue of Life.